# 舒萊村 (吉蘭省)
舒萊村（波斯語：شوله，罗马化：Shūleh），是伊朗吉兰省阿姆拉什县兰库区科吉德鄉的一个村。2006年人口普查顯示該村人口为39人，分佈在11个家庭中。